# Michelle Meadows
Michelle Meadows (* 29. August 1981) ist eine schwedische Schauspielerin.

## Biografie
Michelle Meadows wurde 1981 in den Vereinigten Staaten geboren und lebte bis zu ihrem dritten Lebensjahr in Los Angeles, ehe sie mit ihrer Familie nach Schweden übersiedelte. Die Tochter eines amerikanischen Vaters und einer schwedischen Mutter wuchs in den Stockholmer Vororten Rissne und Spånga auf. Als Kind erwärmte sie sich für das Theater, später zählte sie das Drehen von VHS-Filmen zu ihren Hobbys. Trotz des Wunsches Schauspielerin zu werden, studierte sie bis 2007 Bauingenieurwesen und Medientechnik an der Königlich Technischen Hochschule Stockholm und finanzierte sich ihren Lebensunterhalt durch wechselnde Berufe.
Obwohl Meadows nie eine Schauspielschule besuchte, erhielt sie 2001 eine Statistenrolle in dem schwedischen Kurzfilm Mellan himmel och hästben. Zwei Jahre später setzte sie der Fernsehproduzent Johan Kling in seinem ersten Kurzfilm Jag als selbstverliebte höhere Tochter Eva in Szene. Nach weiteren Nebenrollen in dem schwedischen Filmdrama Kärlekens språk 2000 (2004) und Martin Munthes schwedisch-amerikanischer Koproduktion Stinger (2005) holte sie Johan Kling 2007 wieder für die Titelrolle in seinem Spielfilmdebüt Darling vor die Kamera. In dem eleganten und schwarzhumorigen Hauptstadt-Sittengemälde schlüpfte sie erneut in die Rolle der stilbewussten und arroganten Eva, die von ihrem Freund und ihrer Mutter ausgehalten wird und eher aus Langeweile arbeitet. Nachdem sie ihren Lebensgefährten betrogen und die finanzielle Hilfe ihrer Mutter verloren hat, muss sie das Leben in teuren Restaurants und Nachtclubs gegen einen Job bei McDonald’s tauschen, wo sie die Bekanntschaft mit einem viel älteren geschiedenen, frisch arbeitslosen Ingenieur (gespielt von Michael Segerström) macht.
Darling war internationales Lob seitens der Filmkritiker beschieden, während der Film in Schweden als eine Art Generationsfilm des 21. Jahrhunderts verstanden wird. Ebenfalls Anerkennung fand die „hervorragende Leistung“ seiner Hauptdarstellerin, die 2008 für den wichtigsten schwedischen Filmpreis als Beste Hauptdarstellerin, dem Guldbagge, nominiert wurde. Während Meadows Filmpartner Michael Segerström den Preis gewann, hatte sie gegenüber Sofia Ledarp (Wen man liebt) das Nachsehen. Im selben Jahr gehörte sie neben Gustaf Skarsgård, Michael Nyqvist und Helena af Sandeberg zum Schauspielensemble von Miko Lazic' Thriller Iscariot (2008). 2010 folgte eine erneute Zusammenarbeit mit Johan Kling an Puss, die romantische Komödie konnte aber nicht an den großen Erfolg von Darling anknüpfen.

## Filmografie
- 2001: Mellan himmel och hästben (Kurzfilm)
- 2003: Jag (Kurzfilm)
- 2004: Kärlekens språk 2000
- 2005: Stinger
- 2007: Darling
- 2008: Millenium Brüder (Iscariot)
- 2009: Der Kommissar und das Meer – Der sterbende Dandy (Fernsehserie)
- 2010: Puss
- 2011: Stockholm – Båstad (Fernsehserie)
- 2011: KillerMe (Kurzfilm)
- 2019: West of Liberty (Kurzserie mit 6 Teilen)